# Iran ved sommer-OL 2016
Iran deltog i sommer-OL 2016 i Rio de Janeiro, som blev arrangeret i perioden 5. august til 21. august 2016.

## Medaljer
| 2016 Rio de Janeiro | Guld | Sølv | Bronze | Total |
| Iran                | 3    | 1    | 4      | 8     |

### Medaljevinderne
| Iran under sommer-OL 2016 i Rio de Janeiro | Iran under sommer-OL 2016 i Rio de Janeiro | Iran under sommer-OL 2016 i Rio de Janeiro | Iran under sommer-OL 2016 i Rio de Janeiro | Iran under sommer-OL 2016 i Rio de Janeiro |
| Medalje                                    | Navn                                       | Sport                                      | Event                                      | Dato                                       |
| ------------------------------------------ | ------------------------------------------ | ------------------------------------------ | ------------------------------------------ | ------------------------------------------ |
| Guld                                       | Kianoush Rostami                           | Vægtløftning                               | Mændenes 85 kg                             | 12. august                                 |
| Guld                                       | Sohrab Moradi                              | Vægtløftning                               | Mændenes 94 kg                             | 13. august                                 |
| Guld                                       | Hassan Yazdani                             | Brydning                                   | Mændenes 74 kg fristil                     | 19. august                                 |
| Sølv                                       | Komeil Ghasemi                             | Brydning                                   | Mændenes 125 kg fristil                    | 20. august                                 |
| Bronze                                     | Saeid Abdevali                             | Brydning                                   | Mændenes 75 kg græsk-romersk stil          | 14. august                                 |
| Bronze                                     | Ghasem Rezaei                              | Brydning                                   | Mændenes 98 kg græsk-romersk stil          | 16. august                                 |
| Bronze                                     | Kimia Alizadeh                             | Taekwondo                                  | Kvindernes 57 kg                           | 18. august                                 |
| Bronze                                     | Hassan Rahimi                              | Brydning                                   | Mændenes 57 kg fristil                     | 19. august                                 |